# Novolokinskaya
Novolokinskaya (del ruso: Новолокинская) es una stanitsa del raión de Bélaya Glina del krai de Krasnodar de Rusia. Está situada próximA a la frontera del óblast de Rostov, a orillas del río Kalaly, afluente del Yegorlyk, de la cuenca del Don, 41 km al sur de Bélaya Glina y 194 km al nordeste de Krasnodar, la capital del krai. Tenía 1 025 habitantes en 2010
Pertenece al municipio Uspénskoye.